# 피바디 에섹스 박물관
피바디 에섹스 박물관(Peabody Essex Museum, 약 1799년)은 미국 매사추세츠주 세일럼에 위치한 박물관으로, 미국의 자선가 조지 피바디가 설립했다. 미국에서 가장 오랜 연속적으로 운영되는 박물관 중의 하나로 여겨지기도 한다. 박물관은 앞서 세일럼의 피바디 박물관(Peabody Museum)과 세일럼 다운타운 지구의 에섹스 협회(Essex Institute)의 수집품들을 갖추고 있다. 피바디 에섹스 박물관은 미국에서는 아시아 미술 수집품을 소장하고 있는 가장 주요한 박물관 중 하나이다. 소장품은 총 약 1300만 점의 작품과 22채의 역사적 건물들을 포함한다. 피바디 에섹스 박물관은 전시 면적과 기부금에서 미국내 최고 20위 미술관에 포함된다. 박물관에는 해양 미술과 역사, 미국 미술, 아시아·대양·아프리카 미술, 아시아에서 전해진 미술의 84만 점이 넘는 예술적, 문화적 작품이 있으며, 40만 권이 넘는 서적과 원고가 있다.

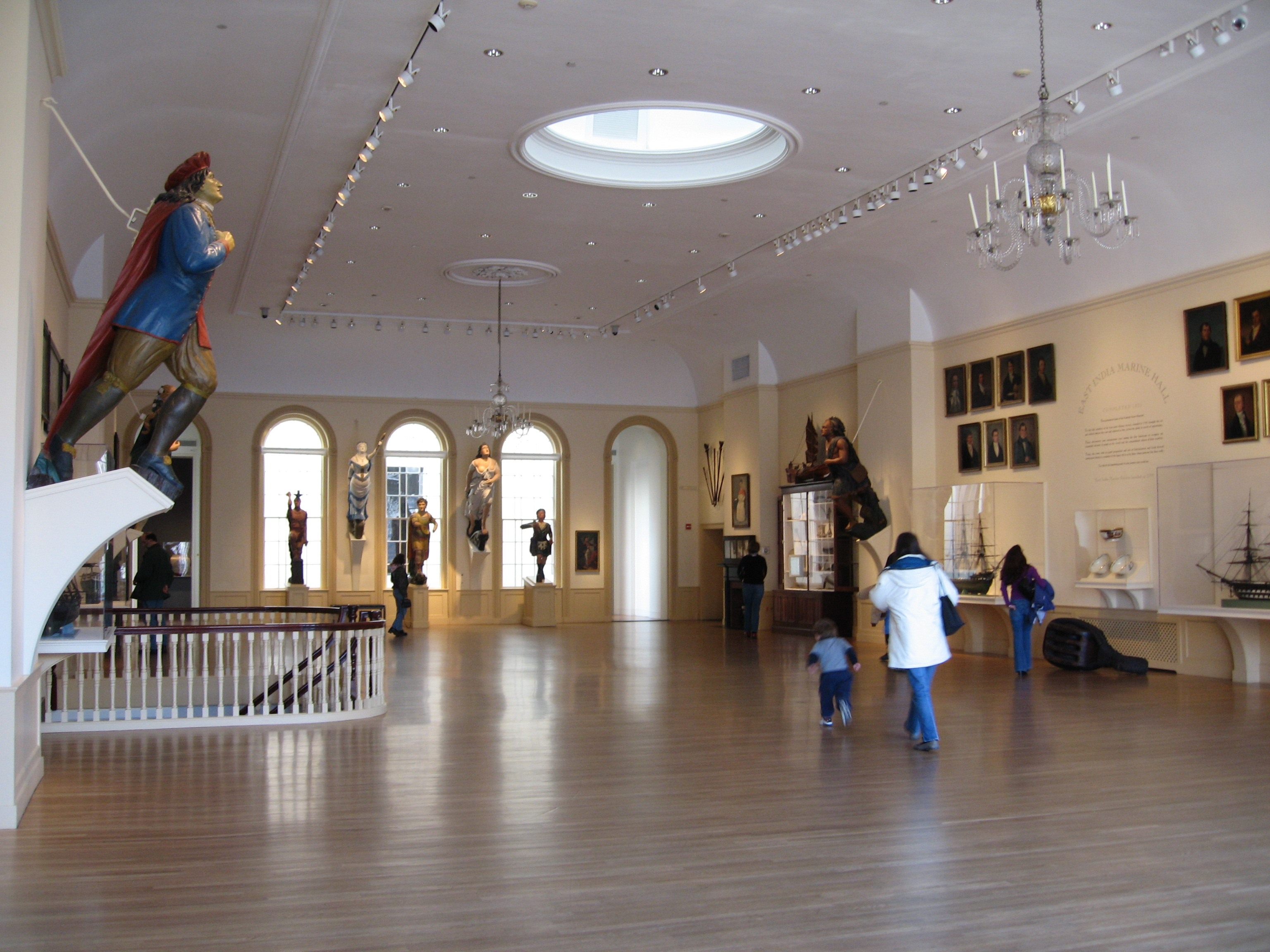
피바디 에섹스 박물관 (2006년)

2003년 새로 개관하면서 한국실이 마련되었다. 2013년에는 1893년 시카고 만국박람회에 출품되었다가 미국에 기증되어 피바디 에섹스에서 보관해 오던 악기 10점 중 8점이 대여되어 국립중앙박물관에서 전시되었다. 박물관은 매일 오전 10시부터 오후 5시까지 개장한다. (화요일과 수요일은 제외)

## 같이 보기
- 황산구